# Бар'єр (вулкан)
Бар'єр - вулкан. Розташовується в провінції Рифт-Валлі, Кенія.
Бар'єр - щитовий вулкан, висотою 1032 метри. Разом з іншими навколишніми вулканами становить вулканічний комплекс довжиною 20 кілометрів і шириною 15 кілометрів. Знаходиться на південь від озера Туркана, з яким він розділений западиною. Вулкан утворився в результаті злиття 4 щитових вулканів. Найбільш давні вулкани в районі Бар'єр утворилися 92 000 років тому. Всі вони були складені базальтами. Згодом утворилася кальдера шириною 3,8 кілометра. Її заповнили лавові куполи, які були складені трахітами та фонолітми. В результаті вивержень кальдеру заповнили повністю застиглі потоки лави і куполи були зруйновані. В епоху голоцену сформувалися шлакові конуси на південних і північних схилах сучасного вулканічного комплексу. Близько 9600 років тому вулкан повністю відокремився від озера Туркана. В околицях вулкана спостерігається сульфатна активність на заході і півдні вулкана. Історичні виверження спостерігалися з конусів Телекі й Ендрю в XIX та XX століттях. Починаючи з 1871 року вулкан виявляв активність близько 8 разів.
У перекладі c (англ. barrier) вулкан перекладається як бар'єр. Назва пов'язана з рельєфом місцевості де він знаходиться, так як вулкан височить на південному краю озера Туркана і є свого роду природним бар'єром між озером Туркана і озером Сугутта, яке згодом висохло, так як стало сполучатися з озером Туркана.
В околицях вулкану знаходяться термальні джерела.
| Вулкан | Це незавершена стаття про вулкан. Ви можете допомогти проєкту, виправивши або дописавши її. |

| Кенія | Це незавершена стаття з географії Кенії. Ви можете допомогти проєкту, виправивши або дописавши її. |